# Million instructions per second
Million instructions per second, MIPS – miara wydajności procesora komputera. Stosowana jest na przykład w teście Dhrystone, w którym wyniki porównywane są do minikomputera VAX 11/780 z 1977 roku, mającego moc około 1 MIPS.
MIPS określa liczbę milionów operacji całkowitoliczbowych wykonywanych w ciągu jednej sekundy przez daną jednostkę obliczeniową. Jest ona powszechnie używana w dwóch formach: milion instrukcji na sekundę (MIPS) lub milion operacji na sekundę (MOPS). Ze względu na moc obliczeniową procesorów dostępnych w drugiej dekadzie XXI wieku coraz częściej używa się jednostki wielokrotnej GIPS (giga instructions per second), czyli miliardów instrukcji na sekundę.